# 脑力达人
《脑力达人》是腾讯公司的首款社交类问答游戏，前身为冰岛开发商Plain Vanilla Games制作的《QuizUp》。游戏在2015年4月23日登录Android和iOS双平台，也有登陸Windows Phone Store平台，并登上中国区iOS App Store免费榜首。玩家从话题列表中选择话题进入比赛。每轮比赛有7题目，其中最后一道题分数加倍；每道题为4选1的单项选择题，作答正确且回答快速的玩家会获得更高分数，7题目累加得分高者为胜利。题目由玩家提供和审核。
2017年3月20日，脑力达人停止运营。